# Pałac w Olszynce
Pałac w Olszynce – zabytkowy pałac, który znajduje się w Olszynce. Wpisany do gminnej ewidencji zabytków.

## Historia
Za fundatora pałacu uznaje się Augusta Tripke, jednak obiekt mógł wznieść jeden z właścicieli majątku w pierwszej połowie XIX wieku. Na przełomie lat 60. i 70. XIX wieku Tripke, który sprawował funkcję naczelnika okręgu urzędowego w Olszynce, przystąpił do przebudowy dworu.
W okresie PRL-u, po przekształceniach majątkowych folwark z dworem w Olszynce przejęło państwowe gospodarstwo rolne, a następnie Stadnina Koni w Prudniku. Pałac obecnie pełni funkcje mieszkalne.

## Architektura

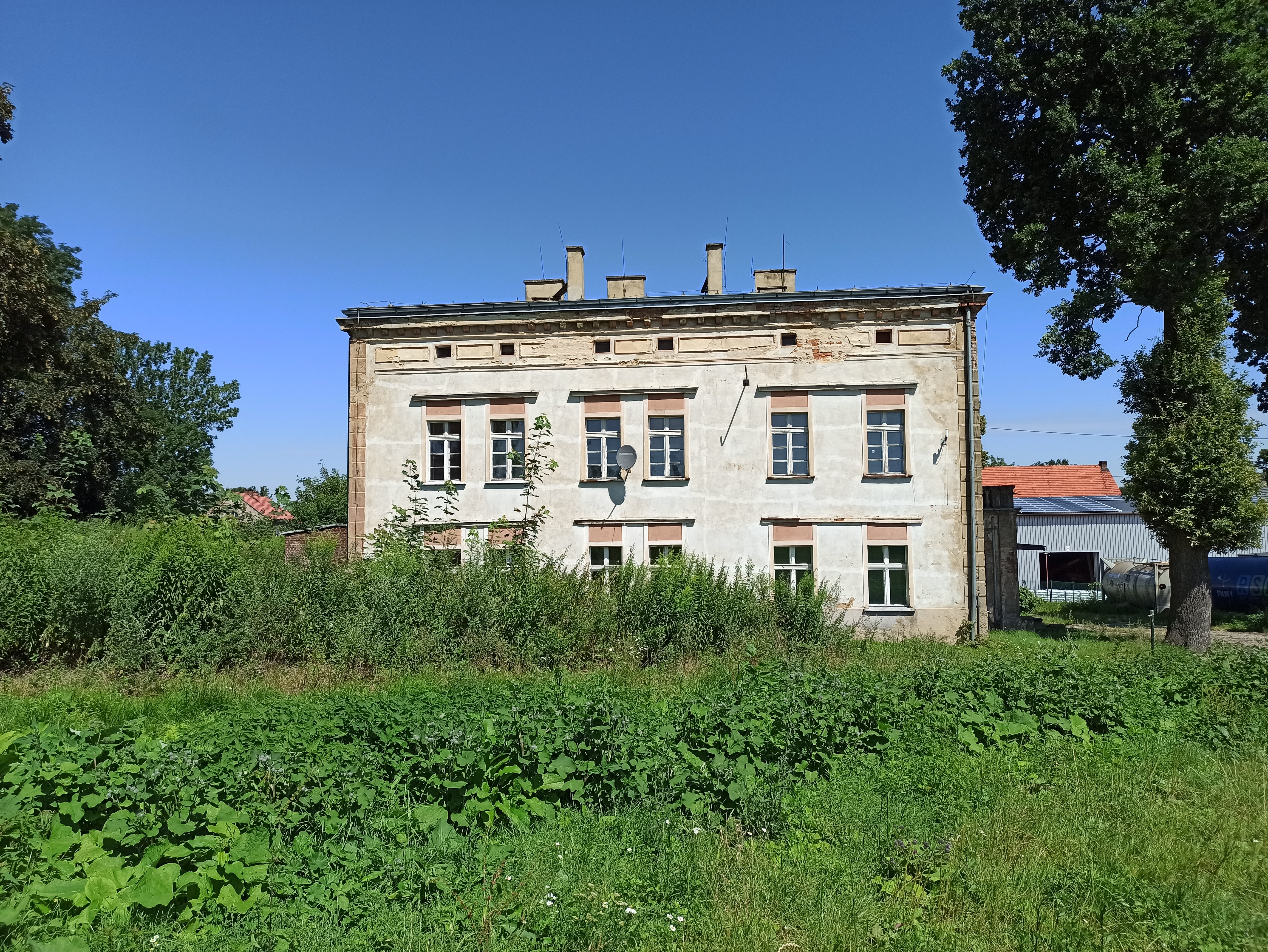
Elewacja boczna

Pałac posiada cechy klasycystyczne. Jest to budynek murowany z cegły, potynkowany, wzniesiony na planie prostokąta, częściowo podpiwniczony, dwukondygnacyjny, nakryty dachem pulpitowym. Fasada siedmioosiowa, z centralnym głównym wejściem poprzedzonym murowanym gankiem zwieńczonym tarasem. Trzyosiową część środkową fasady akcentuje spłaszczony przyczółek. Większość elewacji zachowała ozdobne detale. Do rezydencji przylega park krajobrazowy.